# Mycteroperca fusca
Mycteroperca fusca, abade o abae, es una especie de pez serránido de las costas de la Macaronesia.

## Características
M. fusca es una especie grande, que alcanza una longitud máxima es de 80 cm. Tiene un color de cuerpo parduzco o gris oscuro cuando es adulto y que está marcado con manchas y manchas pálidas irregulares, así como una raya maxilar prominente. En situaciones de estrés es capaz de invertir el color y el patrón de su cuerpo.

## Distribución
Es una especie insular de Canarias, Azores, Madeira y Cabo Verde.

## Biología
Es una especie demersal que se encuentra cerca del fondo marino en regiones rocosas a profundidades de 1 a 200 m.  Es un hermafrodita protógino, es decir, las hembras se convierten en machos. El desove comienza en febrero en Canarias y continúa hasta julio. Pueden vivir entre 30 y 40 años. Son depredadores que se alimentan de crustáceos, cefalópodos y peces pequeños.